# Ernest Bevin
Ernest Bevin, född 9 mars 1881 i Winsford i Somerset, död 14 april 1951 i London, var en brittisk fackföreningsledare och politiker inom Labourpartiet. Bevin var antikommunist och stor anhängare av USA och Nato i början av Kalla kriget.
Bevin byggde upp och ledde det brittiska transportarbetarförbundet. Han valdes in i underhuset 1940 och blev samma år arbetsminister åren 1940–1945 i Winston Churchills koalitionsregering, där han gjorde stor insats för att mobilisera den brittiska industrin för krigsansträngningarna.
I Clement Attlees regering efter andra världskriget var han utrikesminister 1945–1951 och förde där en politik som nära följde den amerikanska. Han tog också initiativet till Organization for European Economic Cooperation (OEEC), till Brysselpakten 1948 och till Atlantpakten 1949.